# Музей образотворчих мистецтв (Марсель)
Музей образотворчих мистецтв (фр. Musée des Beaux-Arts de Marseille) — художній музей у Марселі (Франція), що містить колекції живопису, скульптури і малюнків XVI—XIX століть.

## Історія
Музей утворено в 1802 році, він є найстарішим у місті. Він став одним з п'яти музеїв, створених у найбільших містах Франції, під час компанії Наполеона Бонапарта по наближенню мистецтва до народу. Музеям тоді державою було передано твори сакрального мистецтва, живопису та скульптури, які були вилучені під час Великої Французької революції у вельмож та церкви.
Розташований у палаці Лоншан (фр. Palais Longchamp), проект якого виконав архітектор Анрі-Жак Есперандьє. Навколо палацу закладено парк в англійському та французькому стилях, а друге крило палацу займає інший музей — природної історії.

## Експозиція
Експозиція музею містить більш як 8000 картин, малюнків та скульптур починаючи від XVI та закінчуючи XIX століттям.
У музеї є твори італійських та французьких майстрів XVI—XVII століть, серед яких праці італійців: П'єтро Перуджіно, Ґверчіно, Аннібале Карраччі, Джованні Паоло Паніні, французів: Сімона Вуе, Есташа Лесюєра, Жана-Батіста Ґреза, Ораса Верне, Юбера Робера. Також є картини фламанців: Рубенса, Якоба Йорданса та Франса Снейдерса.
Весь перший поверх музею присвячений виключно французькому художнику та скульптору П'єру Пюже. Ця колекція вважається однією з найбільших зібрань праць Пюже у Франції. У музеї є праці карикатуриста XIX століття Оноре Дом'є.

## Світлини

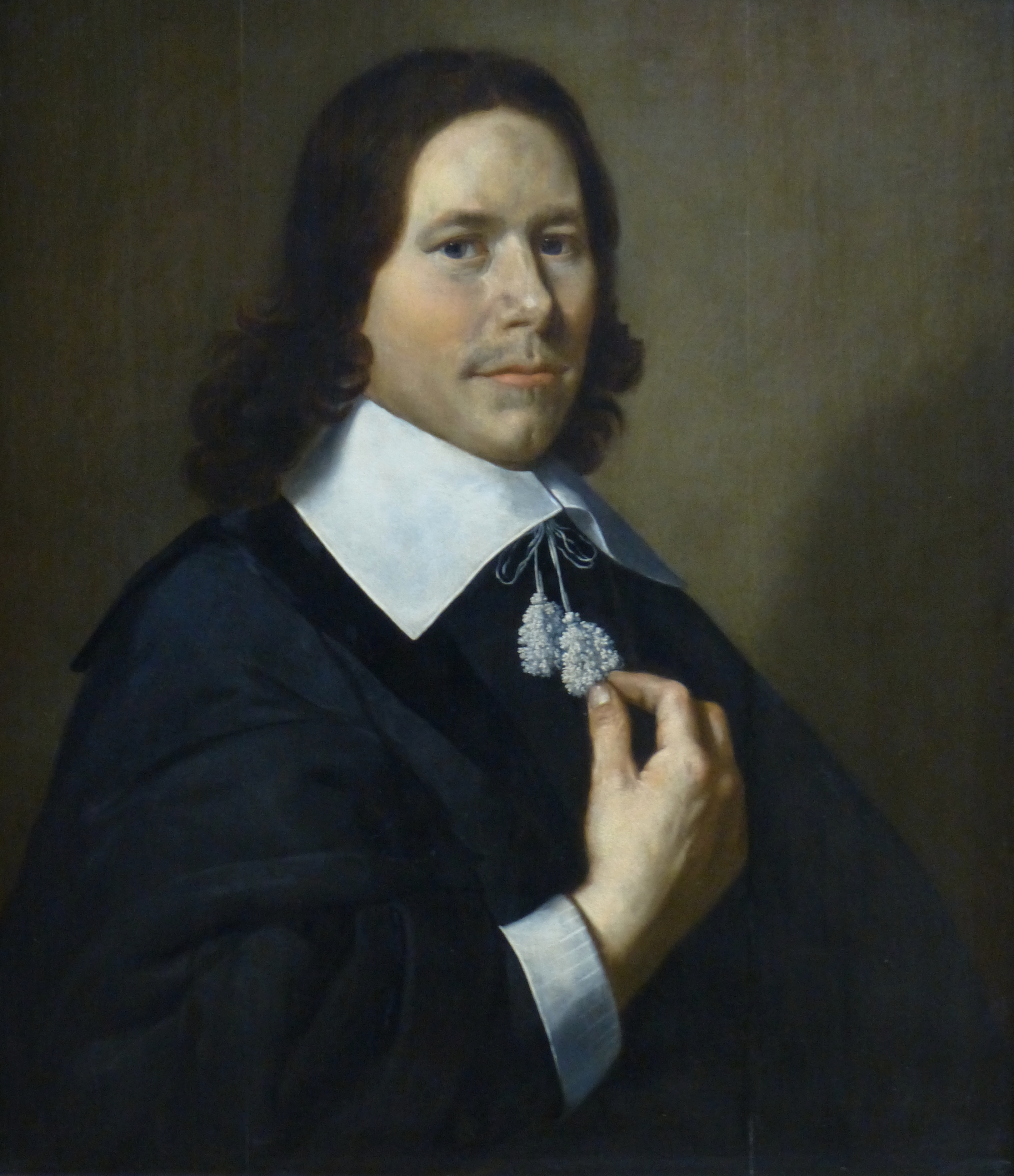
Jan van Bijlert, Портрет чоловіка
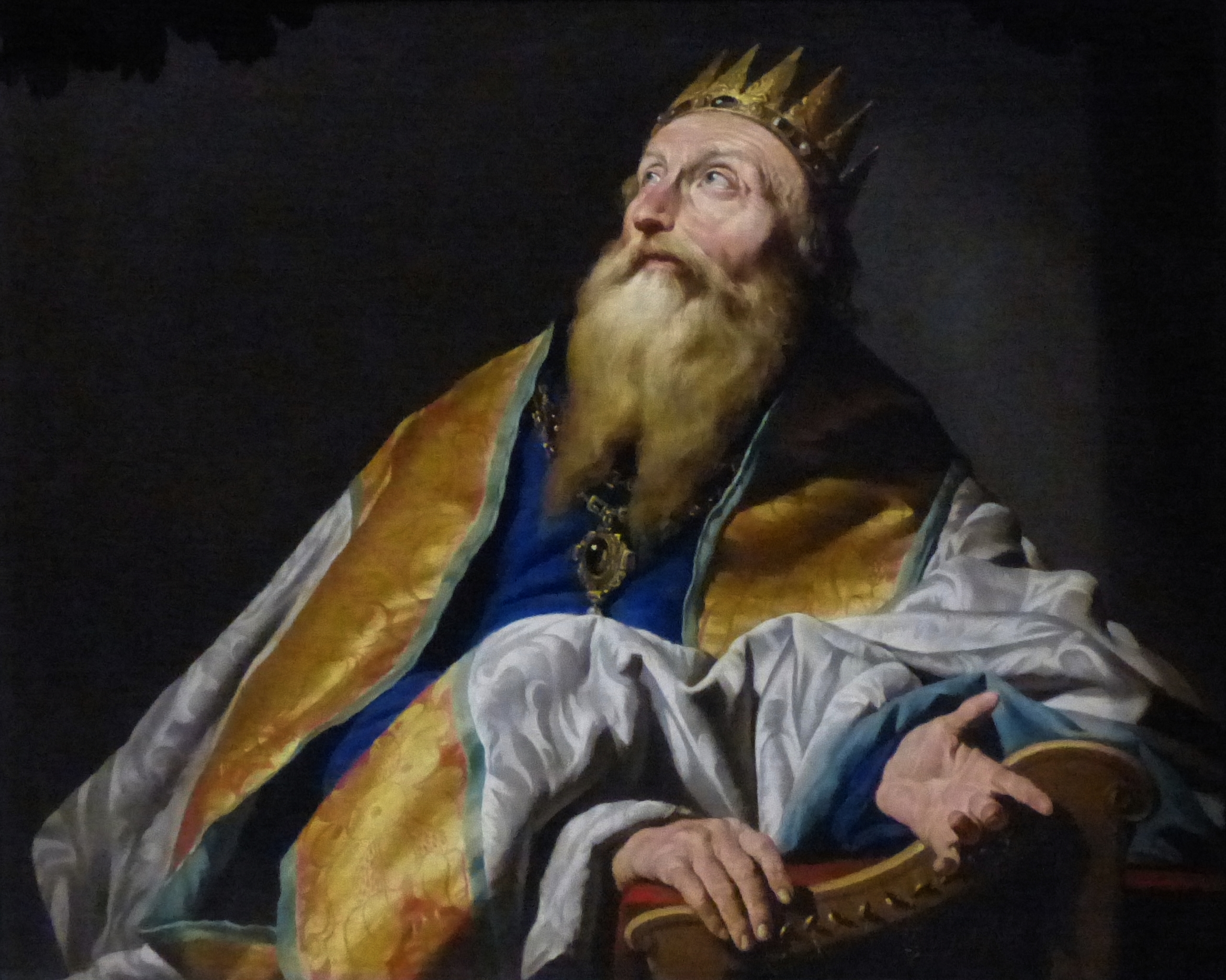
Matthias Stomer, Король Давід
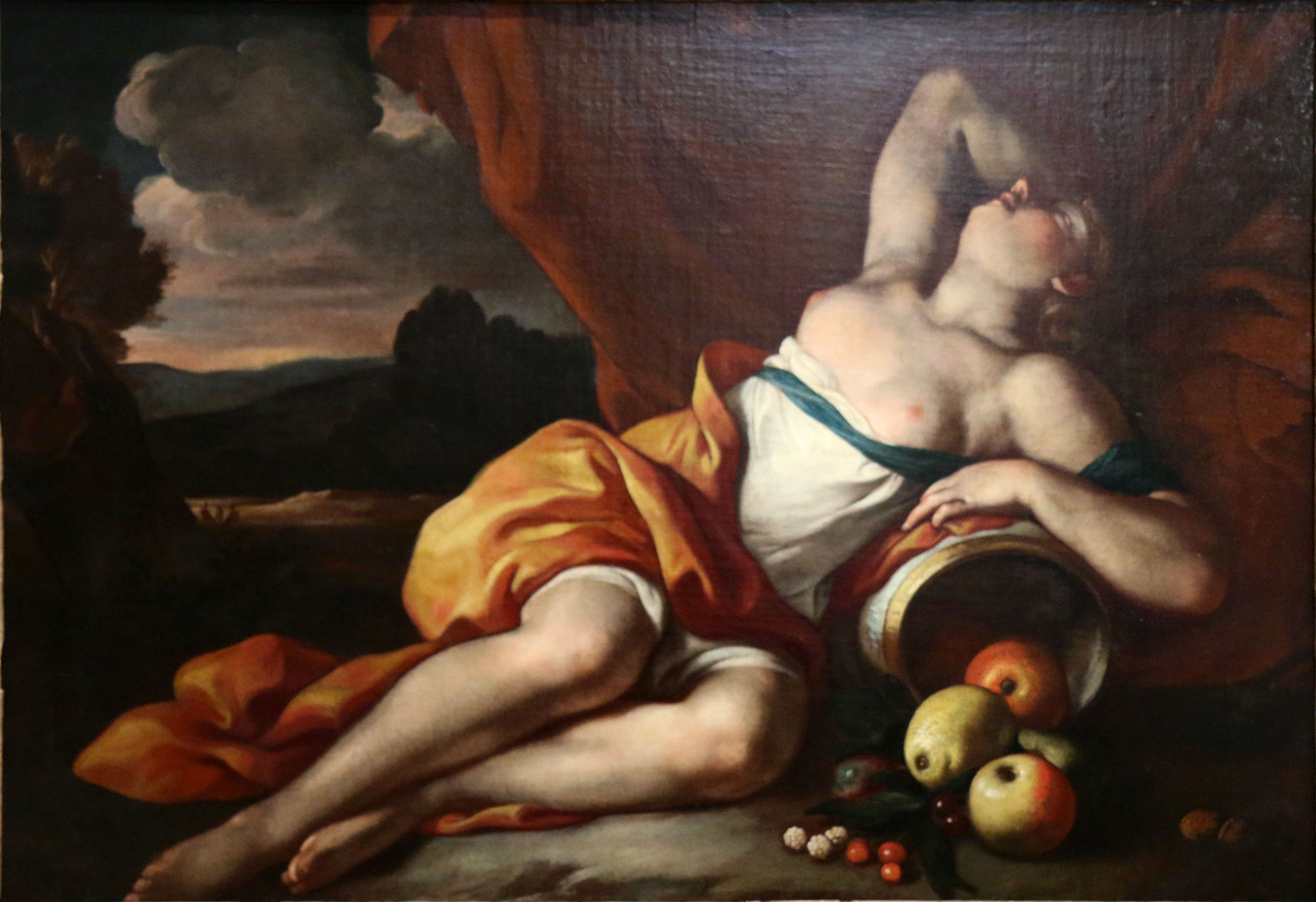
Gilles Garcin, Сон Помони